# Woświn
Woświn (niem. Wotschwien See) – jezioro na Pojezierzu Ińskim, w woj. zachodniopomorskim, w powiecie łobeskim, w gminie Węgorzyno, w dorzeczu Uklei. Jezioro znajduje się na obszarze pomiędzy miastami Węgorzyno i Dobra.

## Morfometria
Jedno z największych jezior na Pojezierzu Ińskim i największe jezioro w dorzeczu Regi. Powierzchnia zwierciadła wody według różnych źródeł wynosi od 767,5 ha do 809,7 ha.
Zwierciadło wody położone jest na wysokości 78,5 m n.p.m. lub 78,9 m n.p.m. Średnia głębokość jeziora wynosi 9,4 m, natomiast głębokość maksymalna 28,1 m. 
Akwen osiąga długość ok. 9,5 km i szerokość ok. 2 km. Objętość wody w zbiorniku wynosi 75 840,8 tys. m³.
Powierzchnia najbliższej zlewni Woświna wynosi 31,8 km², a całkowitej zlewni – 56,3 km².

## Czystość wody
W 2000 roku dokonano badań czystości wody Woświna, gdzie oceniono stan wód na II klasę czystości, a jezioro otrzymało II kategorię podatności na degradację biologiczną.

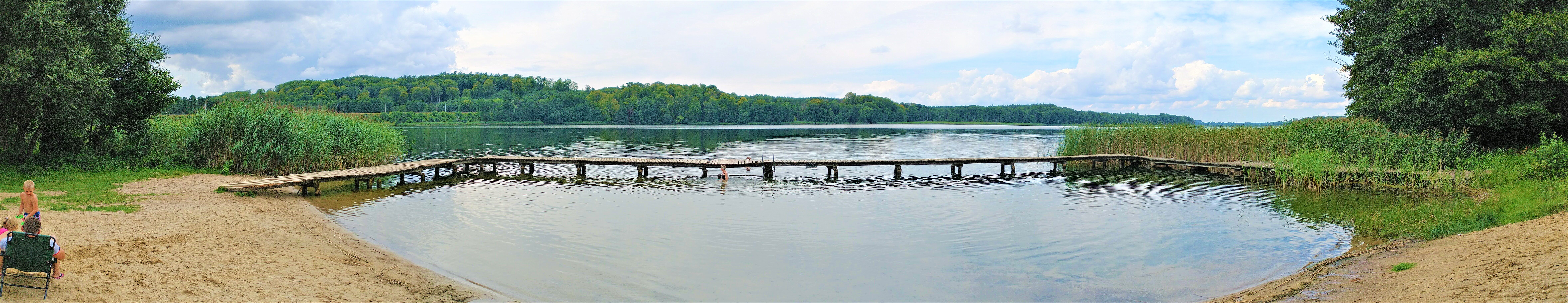
Kąpielisko w południowej części jeziora (Cieszyno)

Jezioro znajduje się w Ińskim Parku Krajobrazowym. Woświn został objęty obszarem specjalnej ochrony ptaków Ostoja Ińska.
Łagodne wybrzeża sprawiają, że jest ono przyjazne dla kąpieli i rekreacji wodnej.
Administratorem wód i gruntów pod wodami tego jeziora jest Marszałek Województwa Zachodniopomorskiego, w imieniu którego działa Zachodniopomorski Zarząd Melioracji i Urządzeń Wodnych w Szczecinie.
Uprawnienia Skarbu Państwa w zakresie rybactwa śródlądowego  wód Woświna jest Regionalny Zarząd Gospodarki Wodnej w Szczecinie. Utworzył on obwód rybacki, który obejmuje wody Woświna wraz z odcinkiem Uklei od Woświna do jeziora Mielno, a także wody dopływu spod Wielenia do Woświna. Gospodarzem wód jeziora jest spółka "Gospodarstwo Rybackie w Ińsku", która prowadzi gospodarkę rybacką na obwodzie rybackim i pobiera opłaty za połów ryb.
Na Woświnie obowiązywał zakaz używania jednostek pływających z napędem spalinowym
Zgodnie z "Uchwałą Nr XXIX/173/2017 Rady Powiatu w Łobzie z dnia 24 lutego 2017  r. w sprawie zakazu używania jednostek pływających z napędem spalinowym na wodach jeziora Woświn" dopuszcza się używanie jednostek pływających służących do amatorskiego połowu ryb napędzanych silnikami spalinowymi o mocy do 5 KM, z wyłączeniem skuterów wodnych, od 16 czerwca do 15 września w godzinach od 10 do 22.

## Hydronimia
W poszczególnych latach nazwa jeziora została zapisana jako: Woswin (1284), Wotschwin-See (1780), Wotschwin (1789, 1895). Do końca II wojny światowej jezioro posiadało niemiecką nazwę Wothschwien-See. W 1964 roku na polskiej mapie przedstawiono nazwę Woswin.
Nazwie Woświn przypisywano pochodzenie bałtyckie wskazując na litewskie ašvà (pol. kobyła) z dobrą etymologią indoeuropejską. Nazwę zaliczano do warstwy przedsłowiańskiej. Próba etymologii słowiańskiej wskazuje na niepoświadczony apelatyw *osy, -ъve (pol. osa, osika (drzewo)) lub derywat *osъvina o znaczeniu 'lasek osikowy', co nasuwa tezę iż nazwę terenową ponowiono na nazwę jeziora.